# وحيد جلال
وحيد جلال (6 سبتمبر 1940 -)، فنان وإذاعي لبناني. وأحد أكثر الذين أثروا في جيل مواليد السبعينات والثمانينات كمدبلج لأفلام الكرتون. وهو شديد الأعجاب بالفنان نجيب الريحاني.

## حياته
اسمه الحقيقي هو عبد الواحد عبد الفتاح زنتوت (وحيد جلال)
درس في دار الحمراء ومعهد البكالوريا المسائي ثم في كلية اللاسلكي المدني
إضافة إلى اللغة العربية والإنجليزية. أحب السينما وأعجب بنجومها فكان يختلي بمرآته ليمثل أمامها ويحلم بمستقبل قد يأتيه التمثيل.
في عمر 17 تعرف على الأستاذ توفيق نمور مدير البرامج في آل بي بي سي الذي أدخله التدريب الإذاعي لمدة ستة أشهر حفظ خلالها العديد من المسرحيات العالمية والمقطوعات الشعرية إلى أن دخل إذاعة لبنان عبر اختبار التمثيل أمام صبحي أبواللوغد غانم الدجالي وعبد المجيد أبو لبن.
عبد الواحد الذي أصبح وحيد جلال. شارك في أول تمثيلية إذاعية مع المخرج (شكيب خوري) وانتقل أوائل الستينيات إلى التلفزيونات في مذكرات بوليسية ثم قدم برنامج (حظك نصيبك) برنامج الألعاب ليقف بعدها محامياً بارعاً في حكمت المحكمة لخمس سنوات على الهواء مباشرة لعب بطولة (المفتش وحيد) كتابة فاضل سعيد عقل وإخراج إلياس مكي وتوالت الأعمال الدرامية في تلفزيون لبنان منها (قصص حب - من يوم ليوم بالجزأين) بالإضافة إلى الأبله جراح تحت الشمس – هارون الرشيد – القلادة - رماد وملح في المسرح، شارك وحيد في مسرحيتين لنزار ميقاتي هما الأمير فخر الدين وغلطت الشاطر بإلف. أما في السينما فكان له ستة عشر فيلماً توزعت بين اللبنانيين والإنتاج المشترك وفيلمين عالميين مع (أنطو ني تومس) والألماني (شلون دوق).

## أبرز أدوره في الدوبلاج
تميز وحيد جلال بصوته الفريد الذي طبع الكثير من المسلسلات المدبلجة الأفلام الوثائقية، الإعلانات وأعمال الكرتون أبرزها:
- القبطان جون سيلفر , في جزيرة الكنز ويعد أكثر الأدوار شهره على الأطلاق.
- اغناسيو و أخوه التوأم في مسلسل كساندرا.
- علي بابا من مسلسل مغامرات سندباد.

## مسلسلاته الكرتونية
- مغامرات زينة و نحول
- مغامرات سندباد - علي بابا
- نينجا المغامر
- النسر الذهبي
- مغامرات ساسوكي - الشرير المحتال
- السبع المدهش.
- رانزي المدهشة.
- جزيرة الكنز - جون سيلفر
- ساندي بل - السيد كريستي , أليك
- ريمي الفتى الشريد
- البطل خماسي
- ميمونة ومسعود
- روائع التراث الإنساني
- الشجعان الثلاثة
- رحلة عنابة - برهان
- بينو
- سانشيرو
- البدايات المضيئة
- اسألوا لبيبة
- حكايات لا تنسى
- باربا الشاطر
- أساطير في قادم الزمان

نال عدة جوائز مثل جائزة أفضل ممثل دراما عن المسلسل الإذاعي في مهرجان القاهرة. جلال متزوج وله ثلاث بنات. مثل بصوته لويس دافيد.

## روابط خارجية
- وحيد جلال على موقع قاعدة بيانات الأفلام العربية
- وحيد جلال على موقع ديسكوغز (الإنجليزية)